# Рафаель Сансоне
Рафаель Сансоне (італ. Raffaele Sansone, нар. 20 вересня 1910, Монтевідео — пом. 11 вересня 1994, Болонья) — уругвайський і італійський футболіст, що грав на позиції нападника. По завершенні ігрової кар'єри — тренер.
Виступав, зокрема, за клуб «Болонья», а також національну збірну Італії.
Чотириразовий чемпіон Італії, дворазовий володар кубка Мітропи.

## Клубна кар'єра
Народився в Монтевідео в багатій сім'ї італійських емігрантів. Батько добре заробляв, працюючи на фондовій біржі. У дорослому футболі Рафаель дебютував виступами за команду клубу «Пеньяроль». Зарекомендував себе перспективним нападником. Входив у число 30 претендентів, які боролись за право зіграти на дебютному чемпіонаті світу 1930 року, але не потрапив у кінцеву заявку.
У 1931 році «Фіорентіна» запропонувала за гравця 25000 лір, із зарплатою в 2500 лір. Сансоне погодився, але у підсумку опинився в команді «Болонья». Саме тоді тренер «Болоньї» Германн Фельснер перебрався до «Фіорентіни», прихопивши з собою двох провідних виконавців — Альфредо Пітто і Антоніо Бузіні, натомість флорентійський клуб відпустив у зворотньому напрямку Сансоне.
У «Болоньї» Сансоне одразу закріпився у основі, виступаючи на позиції правого інсайда. Лівого інсайда грав ще один уругваєць Франсиско Федулло, а на вістрі атаки діяв знаменитий центрфорвард Анджело Ск'явіо. У 1932 році «Болонья» здобула престижний міжнародний трофей Кубок Мітропи. На своєму шляху команда пройшла лише двох суперників: празьку «Спарту» (5:0, 0:3) у чвертьфіналі і віденський «Ферст» (2:0, другий гол на рахунку Сансоне, 0:1) у півфіналі. Фінальна гра не відбулась через дискваліфікацію обох інших півфіналістів, тому «Болонья» отримала титул автоматично.
Сезон 1933/34 Сансоне провів у «Пеньяролі», якому досі належали права на футболіста. Та уже за рік новий президент «Болоньї» Ренато Даль'Ара повернув ключового гравця, заплативши уругвайському клубові 500 песо. Повернувшись, Рафаель одразу став дворазовим переможцем кубка Мітропи. До фіналу команда дісталась без нього, а ось у вирішальних матчах проти австрійської «Адміри» (2:3, 5:1) Сансоне уже грав.
У 1936 році «Болонья» зуміла перервати п'ятирічну гегемонію туринського «Ювентуса» і здобула звання чемпіона Італії, випередивши на одне очко «Рому». Починаючи з цього сезону, здобув з командою чотири чемпіонських титули на шість років. У 1937 році переміг з командою у представницькому міжнародному Виставковому турнірі.
Завершив професійну ігрову кар'єру у клубі «Наполі», за команду якого виступав протягом 1945—1946 років.

## Виступи за збірну
1932 року дебютував в офіційних матчах у складі національної збірної Італії, ставши одним з багатьох «оріундо» у збірній, вихідців з Італії, що народились у Південній Америці. Зіграв того року у двох матчах кубка Центральної Європи, який італійці завершили на другому місці. Ще один матч за національну команду провів у 1939 році.

## Кар'єра тренера
Розпочав тренерську кар'єру, ще продовжуючи грати на полі, 1945 року, очоливши тренерський штаб клубу «Наполі».
1951 року став головним тренером команди «Болонья», тренував болонської команду лише один рік.
Останнім місцем тренерської роботи був клуб «Барі», головним тренером команди якого Рафаель Сансоне був з 1952 по 1953 рік.
Помер 11 вересня 1994 року на 84-му році життя у місті Болонья.
| Дата       | Місто     | Господарі      | Результат | Гості     | Турнір                             | Голи | Примітки |
| ---------- | --------- | -------------- | --------- | --------- | ---------------------------------- | ---- | -------- |
| 20/03/1932 | Відень    | Австрія        | 2 – 1     | Італія    | Кубок Центральної Європи 1931—1932 | -    |          |
| 28/10/1932 | Прага     | Чехословаччина | 2 – 1     | Італія    | Кубок Центральної Європи 1931—1932 | -    |          |
| 26/03/1939 | Флоренція | Італія         | 3 – 2     | Німеччина | товариський матч                   | -    |          |
| Усього     |           | Матчів         | 3         |           | Голів                              | 0    |          |

### Статистика виступів у кубку Мітропи
| №                      | Розіграш               | Стадія                 | Дата та місце проведення | Команда 1              | Рахунок                                              | Команда 2        | Голи та інші дії |
| ---------------------- | ---------------------- | ---------------------- | ------------------------ | ---------------------- | ---------------------------------------------------- | ---------------- | ---------------- |
| 1                      | 1932                   | 1/4                    | 10.06.1932, Болонья      | Болонья                | 5:0                                                  | Спарта (Прага)   |                  |
| 2                      | 1932                   | 1/4                    | 28.06.1932, Прага        | Спарта (Прага)         | 3:0                                                  | Болонья          |                  |
| 3                      | 1932                   | 1/2                    | 10.07.1932, Болонья      | Болонья                | 2:0 [Архівовано 25 лютого 2021 у Wayback Machine.]   | Ферст Вієнна     |                  |
| 4                      | 1932                   | 1/2                    | 17.07.1932, Відень       | Ферст Вієнна           | 1:0 [Архівовано 25 лютого 2021 у Wayback Machine.]   | Болонья          |                  |
| 5                      | 1934                   | Фінал                  | 5.09.1934, Відень        | Адміра (Відень)        | 3:2 [Архівовано 25 лютого 2021 у Wayback Machine.]   | Болонья          |                  |
| 6                      | 1934                   | Фінал                  | 9.09.1934, Болонья       | Болонья                | 5:1 [Архівовано 25 лютого 2021 у Wayback Machine.]   | Адміра (Відень)  |                  |
| 7                      | 1936                   | 1/8                    | 21.06.1936, Болонья      | Болонья                | 2:1 [Архівовано 5 листопада 2020 у Wayback Machine.] | Аустрія (Відень) |                  |
| 8                      | 1936                   | 1/8                    | 28.06.1936, Відень       | Аустрія (Відень)       | 4:0 [Архівовано 25 лютого 2021 у Wayback Machine.]   | Болонья          |                  |
| 9                      | 1937                   | 1/8                    | 13.06.1937, Болонья      | Болонья                | 1:2 [Архівовано 25 лютого 2021 у Wayback Machine.]   | Аустрія (Відень) |                  |
| 10                     | 1937                   | 1/8                    | 25.06.1937, Відень       | Аустрія (Відень)       | 5:1 [Архівовано 5 листопада 2020 у Wayback Machine.] | Болонья          |                  |
| 11                     | 1939                   | 1/4                    | 18.06.1939, Бухарест     | Венус (Бухарест)       | 1:0                                                  | Болонья          |                  |
| 12                     | 1939                   | 1/4                    | 25.06.1939, Болонья      | Болонья                | 5:0                                                  | Венус (Бухарест) | 20'              |
| 13                     | 1939                   | 1/2                    | 9.07.1939, Болонья       | Болонья                | 3:1 [Архівовано 7 квітня 2020 у Wayback Machine.]    | Ференцварош      |                  |
| 14                     | 1939                   | 1/2                    | 16.07.1939, Будапешт     | Ференцварош            | 4:1 [Архівовано 7 квітня 2020 у Wayback Machine.]    | Болонья          |                  |
| Всього в кубку Мітропи | Всього в кубку Мітропи | Всього в кубку Мітропи | Всього в кубку Мітропи   | Всього в кубку Мітропи | 14                                                   | Голи             | 1                |

## Титули і досягнення
- Чемпіон Італії (4):

«Болонья»: 1935–1936, 1936–1937, 1938–1939, 1940–1941
- Срібний призер чемпіонату Італії (2):

«Болонья»: 1931–1932, 1931–1932
- Володар кубка Мітропи (2):

«Болонья»: 1932, 1934
- Переможець міжнародного турніру до всесвітньої виставки у Парижі:

«Болонья»: 1937
- Срібний призер кубка Центральної Європи:

Італія: 1931–1932